# Chamaemyia elegans
Espèce
Synonymes
- Ochthiphila elegans Panzer, 1809
- Ochtiphila pulchra Roser, 1840

Chamaemyia elegans est une espèce d'insectes diptères brachycères de la famille des Chamaemyiidae, de la sous-famille des Chamaemyiinae et de la tribu des Chamaemyiini. Elle est trouvée en Europe et notamment en France.